# Ivy Close
Ivy Close (15 de junho de 1890 – 4 de dezembro de 1968) foi uma atriz britânica da era do cinema mudo. Ela atuou em 44 filmes entre as décadas de 1912 e 1929.

## Filmografia selecionada
- The Lure of London (1914)
- The Ware Case (1917)
- The House Opposite (1917)

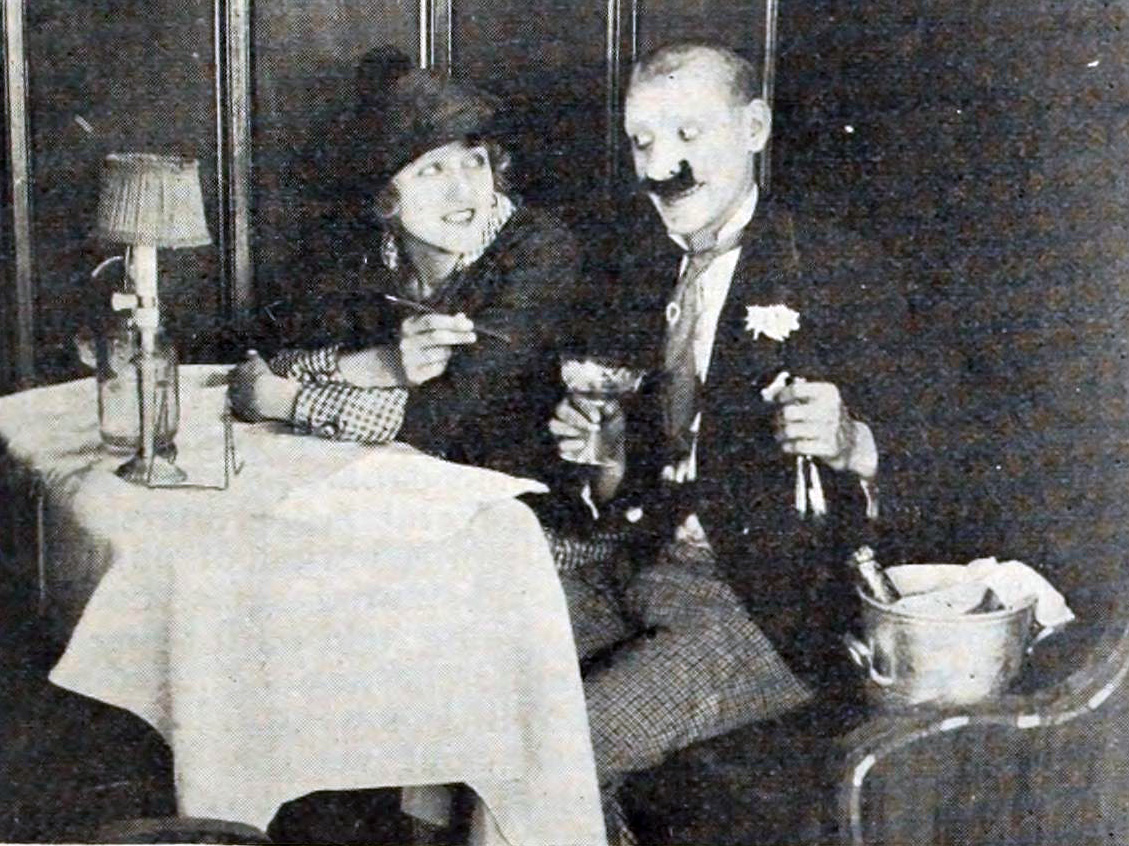
The Girl and the Tenor (1916)

- Nelson: The Story of England's Immortal Naval Hero (1918)
- Adam Bede (1918)
- The Irresistible Flapper (1919)
- The Flag Lieutenant (1919)
- Darby and Joan (1919)
- The Worldlings (1920)
- La roue (1923)